# Plaça Molina (metrostation)
Plaça Molina is een metrostation aan FGC lijn 7 van de metro van Barcelona in de buurt Sant Gervasi de Cassoles in het district Sarrià-Sant Gervasi in Barcelona. Dit station is geopend in 1954 als onderdeel van de uitbreiding vanaf Gràcia tot Avinguda Tibidabo. Het station ligt onder de Carrer de Balmes aan Plaça Molina en heeft daar ook zijn ingangen.
In de buurt van dit station ligt het station Sant Gervasi, waarmee het in verbinding staat.

## Lijnen
- Metro van Barcelona FGC L7.